# Ropalidia irrequieta
Ropalidia irrequieta är en getingart som först beskrevs av Kohl 1906.  Ropalidia irrequieta ingår i släktet Ropalidia och familjen getingar. Inga underarter finns listade i Catalogue of Life.